# Далёковское сельское поселение
Далёковское се́льское поселе́ние (укр. Далеківське сільське поселення, крымскотат. Далёкое кой юрту, Татар Чагъалтай кой юрту) — муниципальное образование в составе Черноморского района Республики Крым России.

## География
Поселение расположено на северо-востоке района, в степном Крыму, выходя к Каркинитскому заливу Чёрного моря, у границы с Раздольненским районом. Граничит на юге с Кировским и на западе с Межводненским сельскими поселениями.
Площадь поселения 148,99 км².
Основная транспортная магистраль: автодорога 35К-012 Черноморское — Воинка (по украинской классификации — Т-0107).

## Население
1. Н/Д[9]
2. Н/Д[10]

## Состав сельского поселения
Поселение включает 5 населённых пунктов:
| № | Населённый пункт | Тип населённого пункта | Население на 2014 год |
| - | ---------------- | ---------------------- | --------------------- |
| 1 | Далёкое          | село, центр            | ↘782                  |
| 2 | Владимировка     | село                   | ↘262                  |
| 3 | Журавлёвка       | село                   | ↘145                  |
| 4 | Зоряное          | село                   | ↘351                  |
| 5 | Северное         | село                   | ↘266                  |

## История
1 октября 1966 года в Крымской области УССР в СССР был образован Далёковский сельский совет. На 1 января 1968 года, помимо современных, включал также упразднённое впоследствии Грозное.
С 12 февраля 1991 года — сельсовет в восстановленной Крымской АССР, 26 февраля 1992 года переименованной в Автономную Республику Крым. С 21 марта 2014 года в составе Крыма аннексировано Россией. Законом «Об установлении границ муниципальных образований и статусе муниципальных образований в Республике Крым» от 4 июня 2014 года территория административной единицы была объявлена муниципальным образованием со статусом сельского поселения.